# Championnat de France féminin de handball 1988-1989
Navigation
Saison 1987-1988 Saison 1989-1990
Le championnat de France féminin de handball 1988-1989 est la trente-huitième édition de cette compétition. Le championnat de Nationale 1A est le plus haut niveau du championnat de France de ce sport. Douze clubs participent à la compétition. 
À la fin de la saison, l'ASPTT Metz est désigné champion de France de Nationale 1A, pour la première fois de son histoire, devant l'USM Gagny.

## Modalités
Les douze équipes sont réparties dans deux poules de six équipes. Les trois premières équipes de chaque poule se retrouvent dans une nouvelle poule de Nationale 1A pour déterminer le titre de championne de France.
Les trois dernières équipes de chaque poule retrouvent les six premières équipes de Nationale 1B dans une nouvelle poule de Nationale 1B pour déterminer les relégations et accessions.

## Première phase
Les 12 équipes sont réparties dans deux poules :
| Poule 1 - ES Besançon, qualifié en Nationale 1A - ASPTT Metz, qualifié en Nationale 1A - ASUL Vaulx-en-Velin, qualifié en Nationale 1A - US Créteil, reversé en Nationale 1B - ASPTT Strasbourg (P), reversé en Nationale 1B - AC Boulogne-Billancourt (P), reversé en Nationale 1B | Poule 2 - USM Gagny, qualifié en Nationale 1A - CSL Dijon, qualifié en Nationale 1A - Stade français Issy-les-Moulineaux, qualifié en Nationale 1A - ASPTT Nice, reversé en Nationale 1B - Bordeaux Étudiants Club, reversé en Nationale 1B - HBC Aix-en-Savoie (P), reversé en Nationale 1B |

Les résultats et classements ne sont pas connus.

## Deuxième phase
Légende
- Champion de France
- T : Tenant du titre
- F : Pas de Coupe de France
- P : Promu de D2 en début de saison

### Nationale 1A
Le classement de la poule haute du championnat de France de Nationale 1A est :
|   | Équipe                             | Pts | J  | G | N | P  | Bp  | Bc  | Diff |
| - | ---------------------------------- | --- | -- | - | - | -- | --- | --- | ---- |
| 1 | ASPTT Metz                         | 26  | 10 | 8 | 0 | 2  | 000 | 000 |      |
| 2 | USM Gagny                          | 25  | 10 | 7 | 1 | 2  | 000 | 000 |      |
| 3 | ES Besançon (T)                    | 24  | 10 | 7 | 0 | 3  | 000 | 000 |      |
| 4 | ASUL Vaulx-en-Velin                | 18  | 10 | 4 | 0 | 6  | 000 | 000 |      |
| 5 | Stade français Issy-les-Moulineaux | 17  | 10 | 3 | 1 | 6  | 000 | 000 |      |
| 6 | CSL Dijon                          | 10  | 10 | 0 | 0 | 10 | 000 | 000 |      |

### Nationale 1B
Compte-tenu des résultats de la première phase, la Nationale 1B oppose les clubs suivants :
| Poule 1 - ASPTT Nice : maintenu en Nationale 1A - CMS Marignane : promu en Nationale 1A. - Vallauris HBC : promu en Nationale 1A - US Créteil : relégué en Nationale 1B - HBC Aix-en-Savoie (P) : relégué en Nationale 1B - FSE Achenheim : maintenu en Nationale 1B | Poule 2 - Bordeaux Étudiants Club : maintenu en Nationale 1A - ASPTT Strasbourg (P) : maintenu en Nationale 1A - Dreux AC : promu en Nationale 1A - AC Boulogne-Billancourt (P) : relégué en Nationale 1B - Stade béthunois handball : maintenu en Nationale 1B - SA Mérignac : maintenu en Nationale 1B |

Les résultats et classements ne sont pas connus.

## Effectif du champion de France
L'effectif de l'ASPTT Metz-Marly, champion de France, était :
- Jocelyne Baillot (GB)
- Dominique Bec
- Isabelle Becker
- Sabine Dal Borgo
- Laurence Heitz
- Sophie Hugard
- Isabelle Louis
- Véronique Martins
- Chantal Philippe
- Brigitte Smith
- Évelyne Stark
- Roselyne Steiler
- Corinne Zvunka

Entraîneur
- Olivier Krumbholz